# Lepa Brena
Fahreta Živojinović (rođena Jahić), poznatija kao Lepa Brena (Tuzla, 20. listopada 1960.), jugoslavenska je pjevačica i glumica. S prodanih 40 milijuna ploča, najuspješnija je jugoslavenska pjevačica. Pripisuje joj se stvaranje komercijaliziranog turbo-folka.

## Životopis

### Djetinjstvo (1960. – 1980.)
Rođena je u Tuzli, a odrasla u Brčkom, u petočlanoj muslimanskoj obitelji. Najmlađe je dijete oca Abida i majke Ifete (rođene Smajlović), a uz sebe ima sestru Faketu i brata Faruka.
Trenirala je košarku, gdje je i dobila nadimak Brena. Kako kaže, sve njezine kolegice imale su kratka dvosložna imena (Kata, Mira, Mila...), te je bilo komplicirano izgovarati Fahreta. Njezin joj je trener rekao: »Meni je teško zvati te Fahreta, ja ću tebe zvati Brena«.
Prvi nastup imala je u petom razredu osnovne škole, a pjevala je pjesmu Kemala Montena »Sviraj mi o njoj«. Poslije je često nastupala na tzv. igrankama u Brčkom s bendom Yudexi (po ugledu na Indexe).

### Slatki greh (1980. – 1992.)
Godine 1980. glazbeni sastav Lira Šou ostao je bez pjevačice Spase, na čije je mjesto primljena Brena. Prvi zajednički nastup imali su u Bačkoj Palanci 6. travnja 1980. godine. 
Sljedeće godine upoznaju menadžera Milutina Popovića, mijenjaju ime u Slatki greh te potpisuju ugovor s izdavačkom kućom PGP RTB.
Godine 1982. izdaju prvu ploču, Čačak, Čačak. Pojavljuju se u komediji Tijesna koža gdje izvode pjesme »Mile voli disko« i »Duge noge«, koje su se našle na drugom albumu. 
Početkom 1983. godine Lepa Brena i Slatki greh održavaju 17 uzastopnih koncerata u Sava centru u Beogradu. Iste godine izbacuju singl »Sitnije, Cile, sitnije« te se s istoimenom pjesmom natječu na Jugoviziji, na kojoj je pobijedio Daniel Popović s pjesmom »Džuli«. 
Godine 1984. Lepa Brena i Slatki greh započeli su suradnju s novim menadžerom, Rakom Đokićem i objavljuju najprodavaniju ploču u Jugoslaviji, Bato, Bato. Iste godine izbacuju album Pile moje. U Temišvaru su nastupali pred više od 65 000 ljudi. 
Godine 1985. zajedno s Miroslavom Ilićem izdaje singl »Jedan dan života«. Uz istoimenu pjesmu, istakla se i domoljubna pjesma »Živela Jugoslavija«.
Sljedeće godine Lepa Brena i Slatki greh izbacuju album Voli me, voli. Na tom albumu našla se pjesma »Miki, Mićo«, s kojom su se ponovno natjecali na Jugoviziji. Iako opet nisu pobijedili, pjesma je postala ogroman hit. Iste godine izbacuju album Uske pantalone. Uz istoimenu pjesmu, ogroman hit bila je i balada »Okrećeš mi leđa«. 
Početkom 1987. godine, Lepa Brena i Slatki greh održali su 31 uzastopni koncert u beogradskom Domu sindikata i oborili rekord za najviše uzastopnih koncerata na jednom mjestu.
Raka Đokić smislio je ideju da s novim albumom izbace i istoimeni film, Hajde da se volimo, u kojemu Brena ima glavnu ulogu. U projekt su uključili i Dragomira Bojanića, Velimira Živojinovića, Milutina Karadžića te druge jugoslavenske glumce.
Potaknuti uspjehom filma, 1989. godine izlazi i drugi dio te uz njega album Četiri godine. Na premijeri filma, Brena je upoznala svojeg supruga Slobodana Živojinovića.
Sljedeće je godine Brena imala najveći koncert u svojoj karijeri. Na stadionu Vasil Levski u Bugarskoj helikopterom tadašnjeg predsjednika Todora Živkova spustila se na stadion te nastupala pred 122 000 ljudi.
Godine 1990. Hajde da se volimo postaje trilogija snimanjem i trećeg filma. Izdan je i album Boli me uvo za sve.
Nakon dvije godine veze, 1991. godine, Brena i Slobodan vjenčali su se u Beogradu.
Iste godine, Brena i Slatki greh izbacuju svoj tada zadnji album, Zaljubiška.
U svibnju 1992. godine, Brena i Slobodan dobivaju prvog sina, Stefana.

### Kraj suradnje s bendom, Grand (1993. – 1999.)
Nakon kraja suradnje sa Slatkim grehom, Brena 1993. godine objavljuje svoj prvi samostalni album Ja nemam drugi dom te započinje suradnju s izdavačkom kućom ZaM.
Sljedeće godine održala je »koncert na kiši« na beogradskom stadionu Tašmajdan pred 35 000 ljudi. Iste godine izdaje album Kazna Božija. 
Godine 1996. izbacuje album Luda za tobom. CD albuma bio je prvi multimedijski u SR Jugoslaviji.
Godine 1998. Brena i Slobodan dobivaju drugog sina, Viktora. Iste godine osnivaju Grand Production zajedno sa Sašom Popovićem.

### Pomračenje Sunca, otmica sina, povlačenje (2000. – 2007.)
Godine 2000. Brena ponovno surađuje sa Slatkim grehom i izbacuju svoj zadnji zajednički album, Pomračenje Sunca.
Dana 23. studenoga 2000. otet je njezin najstariji sin Stefana. Iako obitelj Živojinović nikada nije potvrdila niti jednu priču vezanu za vraćanje sina, vjeruje se da su otmičarima platili 2,5 milijuna maraka.[nedostaje izvor] Nakon povratka sina, obitelj se seli u Floridu. 

### Samostalni albumi i turneje (2008. – danas)
Brena se u glazbeni svijet vraća 2008. godine izdavši album Uđi slobodno... Nakon uspjeha albuma, Brena započinje europsku i australsku turneju.
Godine 2011. godine, Brena izdaje album Začarani krug. Iste godine održava koncert u Beogradskoj areni.
Godine 2013. izdaje album Izvorne i novokomponovane narodne pesme, koji posvećuje majci koja je sljedeće godine preminula.
Turneja za promociju albuma Zar je važno dal se peva ili pjeva (izdana u ožujku 2018.) počela u Beču krajem 2017. godine.
Zbog odgađanja koncerta radi pandemije, turneja je završena u Clevelandu 28. listopada 2022. godine.
Turneja Imam pesmu da vam pevam započela je u Sarajevu, u Zetri, u travnju 2024. godine. Izdaje singl »Dobra sam ti bila« pred koncert u Areni Zagreb.

## Diskografija

### Albumi
- Čačak, Čačak (1982.)
- Mile voli disko (1982.)
- Bato, Bato (1984.)
- Pile moje (1984.)
- Voli me, voli (1986.)
- Uske pantalone (1986.)
- Hajde da se volimo (1987.)
- Četiri godine (1989.)
- Boli me uvo za sve (1990.)
- Zaljubiška (1991.)
- Ja nemam drugi dom (1993.)
- Kazna Božija (1994.)
- Luda za tobom (1996.)
- Pomračenje sunca (2000.)
- Uđi slobodno... (2008.)
- Začarani krug (2011.)
- Izvorne i novokomponovane narodne pesme (2013.)
- Zar je važno dal se peva ili pjeva (2018.)

### EP-ovi
- Sitnije, Cile, sitnije (1983.)
- Jedan dan života (S Miroslavom Ilićem.) (1985.)

### Kompilacije
- The best of (2003.)
- Hitovi (2016.)

## Filmografija
- Tijesna koža (1982.)
- Nema problema (1984.)
- Kamiondžije ponovo voze (1984.)
- Hajde da se volimo (1987.)
- Hajde da se volimo: Još jednom (1989.)
- Hajde da se volimo: Udaje se Lepa Brena (1990.)
- Godine Slatkog greha (2017.)